# Lijst van gemeenten in Isparta
Onderstaande lijst bevat alle gemeenten (2000) in de Turkse provincie Isparta.
| District       | Gemeente       |
| -------------- | -------------- |
| Aksu           | Aksu           |
| Aksu           | Yakaafşar      |
| Atabey         | Atabey         |
| Atabey         | İslamköy       |
| Eğirdir        | Barla          |
| Eğirdir        | Eğirdir        |
| Eğirdir        | Gökçehöyük     |
| Eğirdir        | Pazarköy       |
| Eğirdir        | Sarıidris      |
| Gelendost      | Bağıllı        |
| Gelendost      | Gelendost      |
| Gelendost      | Yaka           |
| Gönen          | Gönen          |
| Gönen          | Güneykent      |
| Isparta        | Büyükgökçeli   |
| Isparta        | Isparta        |
| Isparta        | Kuleönü        |
| Isparta        | Savköy         |
| Keçiborlu      | Aydoğmuş       |
| Keçiborlu      | Keçiborlu      |
| Keçiborlu      | Kılıç          |
| Keçiborlu      | Senir          |
| Senirkent      | Büyükkabaca    |
| Senirkent      | Senirkent      |
| Senirkent      | Uluğbey        |
| Senirkent      | Yassıören      |
| Sütçüler       | Ayvalıpınar    |
| Sütçüler       | Kasımlar       |
| Sütçüler       | Kesme          |
| Sütçüler       | Sütçüler       |
| Şarkikaraağaç  | Çarıksaraylar  |
| Şarkikaraağaç  | Çiçekpınar     |
| Şarkikaraağaç  | Göksöğüt       |
| Şarkikaraağaç  | Şarkikaraağaç  |
| Uluborlu       | Uluborlu       |
| Yalvaç         | Bağkonak       |
| Yalvaç         | Çetince        |
| Yalvaç         | Dedeçam        |
| Yalvaç         | Hüyüklü        |
| Yalvaç         | Kozluçay       |
| Yalvaç         | Körküler       |
| Yalvaç         | Kumdanlı       |
| Yalvaç         | Kuyucak        |
| Yalvaç         | Özbayat        |
| Yalvaç         | Özgüney        |
| Yalvaç         | Sücüllü        |
| Yalvaç         | Tokmacık       |
| Yalvaç         | Yalvaç         |
| Yalvaç         | Yukarıkaşıkara |
| Yenişarbademli | Yenişarbademli |